# Perlophiura profundissima
Perlophiura profundissima är en ormstjärneart som beskrevs av Georgii Mikhailovich Belyaev och Litvinova 1972. Perlophiura profundissima ingår i släktet Perlophiura och familjen fransormstjärnor. Inga underarter finns listade i Catalogue of Life.